# ژان-مارک فراتژ
ژان-مارک فراتژ (فرانسوی: Jean-Marc Ferratge‎؛ زادهٔ ۱۰ اکتبر ۱۹۵۹) بازیکن و مربی فوتبال اهل فرانسه بود.
از باشگاه‌هایی که در آن بازی کرده‌است می‌توان به باشگاه فوتبال موناکو، باشگاه فوتبال بوردو، باشگاه فوتبال تولوز، باشگاه فوتبال نیم المپیک، و باشگاه فوتبال بوردو اشاره کرد.
وی همچنین در تیم ملی فوتبال فرانسه بازی کرده‌است.